# 森重陽介
森重 陽介（もりしげ ようすけ、2004年4月5日 - ）は、神奈川県藤沢市出身のプロサッカー選手、ブラジル・セリエD・アトレチコ・モンテ・アズル所属。ポジションはフォワード、ディフェンダー（センターバック）。

## 来歴
東京ヴェルディのジュニアユースを経て、日本大学藤沢高等学校に進学。3年時に副キャプテンを任され、高校サッカー選手権では3回戦進出の立役者となり大会得点王になった。
2023年からJ2に所属する清水エスパルスに加入。2月26日、J2リーグ第2節のファジアーノ岡山FC戦でプロデビューを飾った。
2024年10月2日、社会規範、チーム規律に接触する事実があったとして契約を双方合意の上で解除。
2024年11月22日、ブラジル・セリエDのシアノルテFCと契約したことが発表された。
2025年4月21日、ブラジル・セリエDのアトレチコ・モンテ・アズルにレンタル移籍。

## 所属クラブ
- JFC FUTURO（藤沢市立明治小学校）
- 東京ヴェルディジュニアユース（藤沢市立羽鳥中学校）
- 日本大学藤沢高等学校
- 2023年 - 2024年10月  清水エスパルス

## 個人成績
| 国内大会個人成績 | 国内大会個人成績 | 国内大会個人成績 | 国内大会個人成績 | 国内大会個人成績       | 国内大会個人成績 | 国内大会個人成績 | 国内大会個人成績 | 国内大会個人成績 | 国内大会個人成績 | 国内大会個人成績 | 国内大会個人成績 |
| 年度             | クラブ           | 背番号           | リーグ           | リーグ戦               | リーグ戦         | リーグ杯         | リーグ杯         | オープン杯       | オープン杯       | 期間通算         | 期間通算         |
| 年度             | クラブ           | 背番号           | リーグ           | 出場                   | 得点             | 出場             | 得点             | 出場             | 得点             | 出場             | 得点             |
| 日本             | 日本             | 日本             | 日本             | リーグ戦               | リーグ戦         | リーグ杯         | リーグ杯         | 天皇杯           | 天皇杯           | 期間通算         | 期間通算         |
| ---------------- | ---------------- | ---------------- | ---------------- | ---------------------- | ---------------- | ---------------- | ---------------- | ---------------- | ---------------- | ---------------- | ---------------- |
| 2023             | 清水             | 37               | J2               | 1                      | 0                | 3                | 0                | 1                | 0                | 5                | 0                |
| 2024             | 清水             | 37               | J2               | 0                      | 0                | 0                | 0                | 1                | 0                | 1                | 0                |
| ブラジル         | ブラジル         | ブラジル         | ブラジル         | リーグ戦               | リーグ戦         | ブラジル杯       | ブラジル杯       | オープン杯       | オープン杯       | 期間通算         | 期間通算         |
| 2024             | シアノルテ       |                  | セリエD          |                        |                  |                  |                  |                  |                  |                  |                  |
| 通算             | 日本             | 日本             | J2               | 1                      | 0                | 3                | 0                | 2                | 0                | 6                | 0                |
| 通算             | ブラジル         | ブラジル         | セリエD          | \|\|\|\|\|\|\|\|\|\|\| |                  |                  |                  |                  |                  |                  |                  |
| 総通算           | 総通算           | 総通算           | 総通算           | 1                      | 0                | 3                | 0                | 2                | 0                | 6                | 0                |